# Wilhelm Nestle
Wilhelm Albert Nestle, född 16 april 1865, död 18 april 1959, var en tysk klassisk filolog. Han var bror till Eberhard Nestle och far till Walter Nestle.
Nestle blev gymnasieprofessor i Heilbronn 1913 och i Stuttgart 1919. Han utgav bland annat Die Nachsokratiker (2 band, 1923) och Die Vorsokratiker (3:e upplagan 1929) samt flera för kännedomen om grekisk filosofi betydelsefulla arbeten, som Geschichte der griechischen Philosophie (2 band, 1923–1924). Nestle omarbetade också 6:e upplagan av Eduard Zellers Die Philosophie der Griechen (2 band, 1919–1920).